# Adam Suchoński
Adam Suchoński (ur. 1933 r. w Żywcu) – polski historyk, specjalizujący się w dydaktyce historii; nauczyciel akademicki związany z Uniwersytetem Opolskim.

## Życiorys
Pochodzi z Żywca, gdzie ukończył liceum ogólnokształcące. W latach 1951–1955 studiował historię na Uniwersytecie Jagiellońskim, gdzie obronił pracę magisterską pt.: działalność Mikołaja Komorowskiego na pograniczu polsko-węgierskim w XV w. pod kierunkiem prof. Jana Dąbrowskiego. Po studiach pracował jako nauczyciel, a następnie inspektor szkolny ds. kultury i oświaty dorosłych w Niemodlinie. W 1959 r. w nagrodę za bohaterskie uratowanie tonącego w lodowatej wodzie chłopca został przeniesiony do Opola, gdzie przez 5 lat uczył historii w Liceum Ogólnokształcącym dla Pracujących i liceum Korespondencyjnym.
Od 1961 r. podjął pracę na Wyższej Szkole Pedagogicznej w Opolu wykładając metodykę nauczania historii i historię nowożytną i najnowszą. W okresie protestów studenckich w marcu 1968 r. pełnił funkcję I sekretarza Komitetu Uczelnianego PZPR. W 1969 r. otrzymał tytuł doktora nauk humanistycznych w zakresie historii na podstawie pracy: Przygotowanie kandydatów do studiów historycznych w Wyższej Szkole Pedagogicznej, napisaną pod kierunkiem prof. Tadeusza Słowikowskiego. W 1983 habilitował się na Wyższej Szkole Pedagogicznej w Krakowie, a jego habilitacji patronował prof. Słowikowski. Tematem pracy była Rola szkolnych programów telewizyjnych w nauczaniu i uczeniu się historii. W 1991 r. uzyskał tytuł profesora nadzwyczajnego, a 5 lat później zwyczajnego.
Należy do grona najwybitniejszych polskich dydaktyków historii. Wyjeżdżał prawie corocznie na badania Międzynarodowego Instytutu Podręczników Szkolnych w Brunszwiku, organizującego szereg konferencji międzynarodowych w Opolu i Krzyżowej. Uczestniczy w pracach Międzynarodowego Stowarzyszenia Dydaktyków Historii oraz bierze aktywny udział w wielu konferencjach poza granicami kraju. Dał się poznać dydaktykom historii z całej Europy, dlatego jest zapraszany z wykładami do wielu krajów Europy m.in. Niemiec, Litwy, Słowacji, Czech i Węgier. Uczestniczył też jako recenzent w kilku przewodach habilitacyjnych poza granicami kraju.
Od roku 2002 członek i przewodniczący (ze strony polskiej) Polsko-Litewskiej Komisji Podręcznikowej.

## Pełnione funkcje na Uniwersytecie Opolskim
- 1972–2008 – kierownik Zakładu Dydaktyki Historii
- 1973–1975 – wicedyrektor Instytutu Historii WSP
- 1975–1977 – dyrektor Instytutu Historii
- 1983–1987 – prodziekan Wydziału Filologiczno-Historycznego WSP ds. studentów zaocznych
- 1986–1990 – prorektor ds dydaktycznych WSP
- 1996–2005 – dyrektor Instytutu Historii

## Wybrane publikacje
- Dydaktyka historii, wyd. PWN, Warszawa 1993. Współautor: Jerzy Maternicki
- Józef Piłsudski i jego współpracownicy, wyd. UO, Opole 1999/
- Nauczanie historii na terenach mieszanych etnicznie, wyd. Dom Współpracy Polsko-Niemieckiej, Gliwice-Opole 1999.
- Papież Jan Paweł II w polskich i zagranicznych podręcznikach do nauczania historii, wyd. UO, Opole 2003.
- Wykorzystywanie telewizyjnych programów dydaktycznych, wyd. WSP, Opole 1993.
- Tradycje polskiego ruchu robotniczego, wyd. Książka i Wiedza, Warszawa 1978.

## Nagrody
- Nagroda „Trybuny Ludu” (1977)[3]
- Nagroda im. Karola Miarki (2007)[4].